# Liste des seigneurs de la Haye de Lavau
Liste des seigneurs de la Haye de Lavau
Châtellenie

## SeigneursdeLavau

### Famille deLaval

Les premiers seigneurs de Lavau portaient pour blason : '.

- ???? - ???? Escomar de Lavau ou plutôt de Laval, Seigneur de Lavau en 1060, ce seigneur étend ses droits de fiefs jusqu'à Savenay. Il fait un don en 1075 à l'Abbaye Saint-Cyprien de Poitiers
- ???? - ???? Vital de Laval, Seigneur de Lavau en 1198
- ???? - ???? Alain de Lavau, Seigneur de Lavau en 1201[1]
- ???? - ???? Rouaud de Laval, Seigneur de Lavau en 1218
- ???? - ???? Pierre de Lavau, Seigneur de Lavau en 1218 et 1222, fils d'Alain de Lavau[1].
- ???? - ???? Geoffroy de Lavau, Seigneur de Lavau en 1237

La seigneurie de Lavau se trouve en 1294 entre les mains du duc de Bretagne.

## Seigneursde la Haie de Lavau

### Famille de Penhouët

Famille de Penhoet : D'or à la bande de gueules.

- Jean de Penhouët, Seigneur de la Haie en 1413, Amiral de Bretagne. Aveu fait au vicomte de Donges. 
marié à Marguerite de Malestroit  dont :
  - Guillaume de Penhouët
marié à Françoise de Maillé  dont :
    - Françoise de Penhouët (1455-1498))
mariée à Pierre de Rohan-Gié, seigneur de Gié et maréchal de France.

### Famille de Rohan-Gié

Famille de Rohan-Gié.

- Pierre de Rohan-Gié, (1451 à Saint-Quentin-les-Anges – 22/04/1513 à Paris) rend aveu pour la Haye de Lavau en 1501, pour son fils Charles de Rohan-Gié[3].

- Charles de Rohan-Gié(vers 1478-06/05/1528), Seigneur de Gié, vicomte de Fronsac, comte de Guise et d'Orbec
marié à Giovanna di Sanseverino-Bisignan .
- Jean de Rohan Baron de Frontenay (????-1574), petit neveu du précédent, sans postérité.
marié à Diane de Barbançon-Cany
- René II de Rohan (1550-1586), frère du précédent, vicomte de Rohan, prince de Léon, vicomte de Porhoët, seigneur de Pontivy, de Blain de Ploërmel, Capitaine huguenot.
marié en 1578 Catherine de Parthenay (22/03/1554 à Mouchamps – 26/10/1631 à Mouchamps), dame régente de Blain, douairière de Rohan
- Henri II de Rohan (25/08/1579 à Blain – 28/02/1638 à Genève), fils du précédent, vicomte puis duc de Rohan, prince de Léon, seigneur de Blain, prince de Léon, généralissime des armées protestantes, ambassadeur de France, Colonel Général des Suisses et des Grisons. Sa mère qui était sa curatrice vendit les terres et la seigneurie de la Haye de Lavau en 1600.

### Famille Martel

Famille Martel : D'or à trois marteaux de sable, 2 et 1..

- Olivier Martel, seigneur de la Malonnière en le Loroux-Bottereau, acheta au Rohan la Seigneurie. Il rendit aveu en 1602 pour la Haye de Lavau au vicomte de Donges.
marié à Françoise Huchet de la Bédoyère .
- Marie Martel, sœur du précédent, hérita de lui à sa mort.
mariée à Hardy Bérault, seigneur de Riou.

### Famille Bérault

Famille Bérault : De gueules au loup passant d'argent, accompagné de trois coquilles de même.

- Hardy Bérault, Seigneur de Riou, posséda la Haie en 1631.
- Olivier Bérault, probable fils des précédents, seigneur de la Haye de Lavau en 1660
marié à Guillemette de Coutance , veuve douairière en 1680, dont :
- Hardy Bérault (-29 janvier 1680 Lavau), seigneur de la Haye de Lavau en 1675
marié à Lucrèce Bidé , dont :
- Lucrèce Bérault (-13 mai 1730). 
mariée vers 1695 à François-Pierre de Lescu.

### Famille de Lescu

Famille de Lescu : D'azur à six billettes d'argent 3,2 et 1, le chef d'azur à trois targes d'argent.

- François-Pierre de Lescu (-29 avril 1756), seigneur de Runefau, nommé en 1702 président des enquêtes au Parlement de Bretagne.
marié à Lucrèce Bérault (-13 mai 1730), dont :
- Marie-Gabrielle de Lescu. Elle vivait encore en 1781 et partageait alors la propriété de la terre seigneuriale de la Haye de Lavau avec sa parente Agathe de Trécesson , femme de René Le Prestre, comte de Châleaugiron [5].
mariée le 26 novembre 1725 à Lavau, à Jean-François de Poulpiquet , comte du Halgouët, conseiller au Parlement de Bretagne.

## Sources
- Histoire et noblesse de Lavau sur www.infobretagne.com
- Famille de Lescu
- Les grandes seigneuries de Haute-Bretagne: Les duchés, baronnies, marquisats, comtés, vicomtés et châtellenies compris dans le territoire du département de la Loire-Atlantique, Amédée Guillotin Corson (abbé), Le livre d'histoire, 1999.
- Revue de Bretagne, de Vendée & d'Anjou, Partie 1, Société des bibliophiles bretons et de l'histoire de Bretagne, Nantes, J. Forest, aîné, 1896.